# 黑豹—沃坦防线

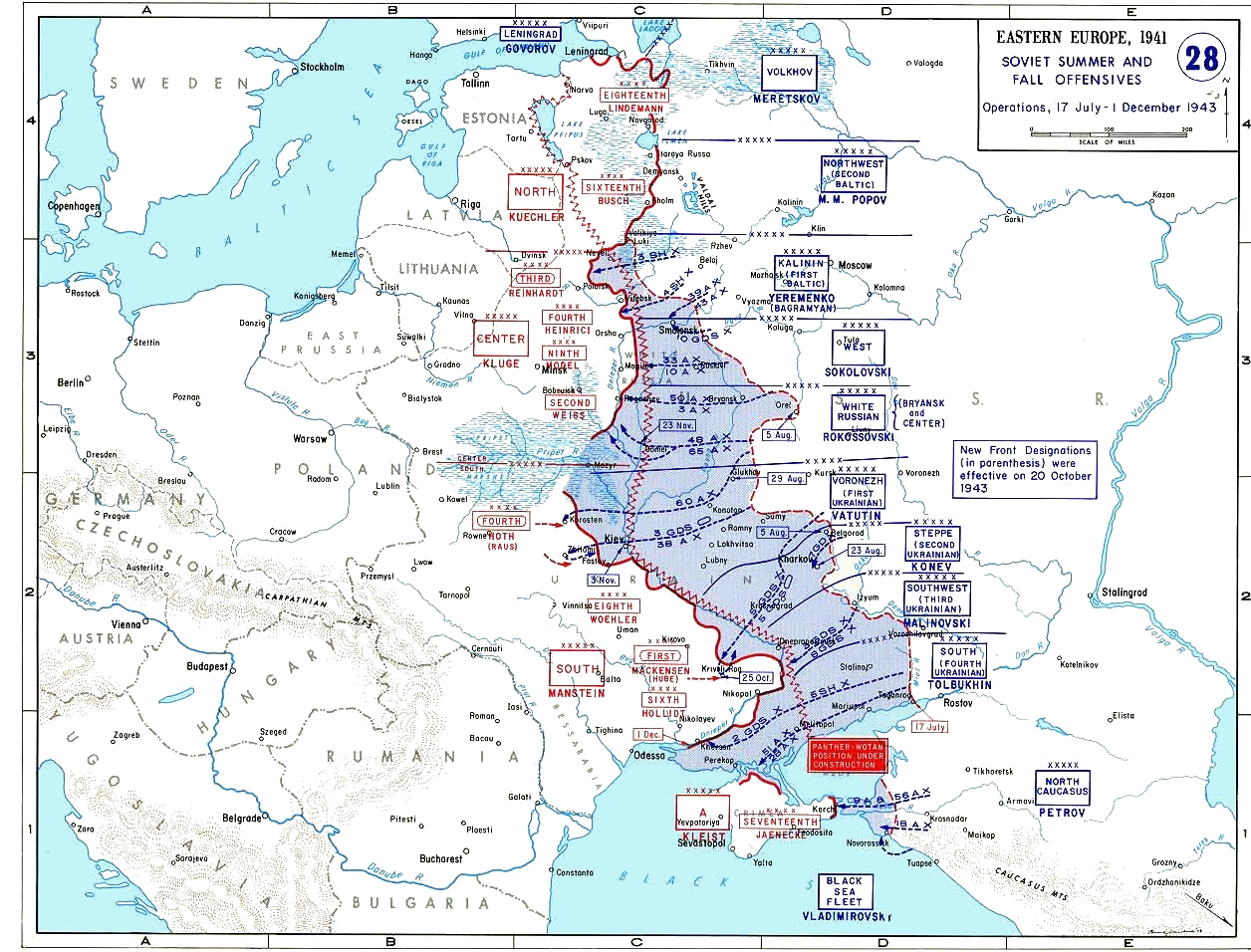
1943年蘇德戰爭戰場地图，红线即為黑豹—沃坦防线

黑豹—沃坦防线是德意志國防軍于1943年在苏德战争戰場修建的一条防线。黑豹—沃坦防线北起波羅的海，向南延伸至斯摩棱斯克西部後，再向南沿着第聂伯河並一直延伸至黑海。截止1944年夏天，蘇聯红军已经突破了黑豹—沃坦防线全線 。